# Jaroslav Feyfar
Jaroslav Feyfar (3. března 1871 Praha – 19. března 1935 Jilemnice) byl lékař a amatérský fotograf, známý především svými snímky Krkonošských hor a života v Jilemnici.

## Životopis
Jaroslav Feyfar se narodil 3. března 1871 v Praze. Po studiu na akademickém gymnáziu studoval medicínu a vojenskou službu absolvoval jako lékař. V roce 1903 nastoupil jako lékař v Jilemnici a o rok později se seznámil se svou budoucí manželkou Adou Tauchmanovou, usadil se v Jilemnici a založil rodinu.
Po vypuknutí 1. světové války byl povolán do Josefova, kde sloužil jako lékař. Během epidemie španělské chřipky onemocněl a choroba zanechala trvalé následky na jeho zdraví.
Zemřel na zápal plic 19. března 1935.

## Charakter tvorby
Stal se legendární postavou „lékaře s fotoaparátem“, v jehož snímcích se odráží silné přilnutí k tamnímu kraji. Kromě fotografování se věnoval také hře na klavír, malování a sportu. Jeho velkou zálibou byla četba, v knihovně měl přibližně 15 000 svazků.
Tvorbu Jaroslava Feyfara lze rozdělit do dvou základních kategorií. První tvoří exteriérové portréty, druhou pak krajinářské motivy. Za nejvýraznější snímky jsou označovány záběry života v Jilemnici, které zachycují soudobý styl života a jsou Feyfarovým nejosobitějším vkladem do dějin fotografie u nás.
Většina jeho snímků byla vytvořena do roku 1910. Přinášejí svědectví o přetvoření fotografického obrazu na ušlechtilé fotografické tisky. Pokud je známo, byl Feyfar jediným fotografem v Krkonoších před rokem 1918, který stylizoval obrazy hor do gumotisků a pigmentů. Pomocí těchto technik usilovali secesní piktorialisté o uměleckou výpověď.

## Galerie

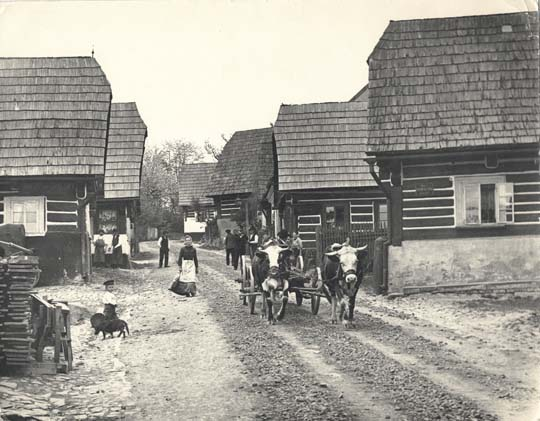
Zvědavá ulička v Jilemnici, (1907), sbírka Scheufler
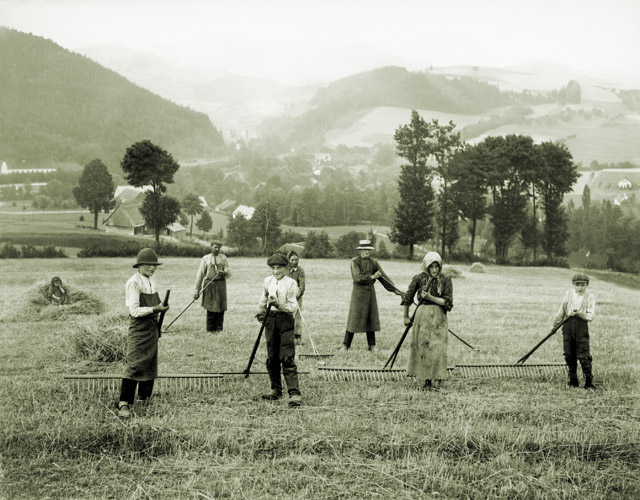
Žně u Jilemnice, sbírka Scheufler
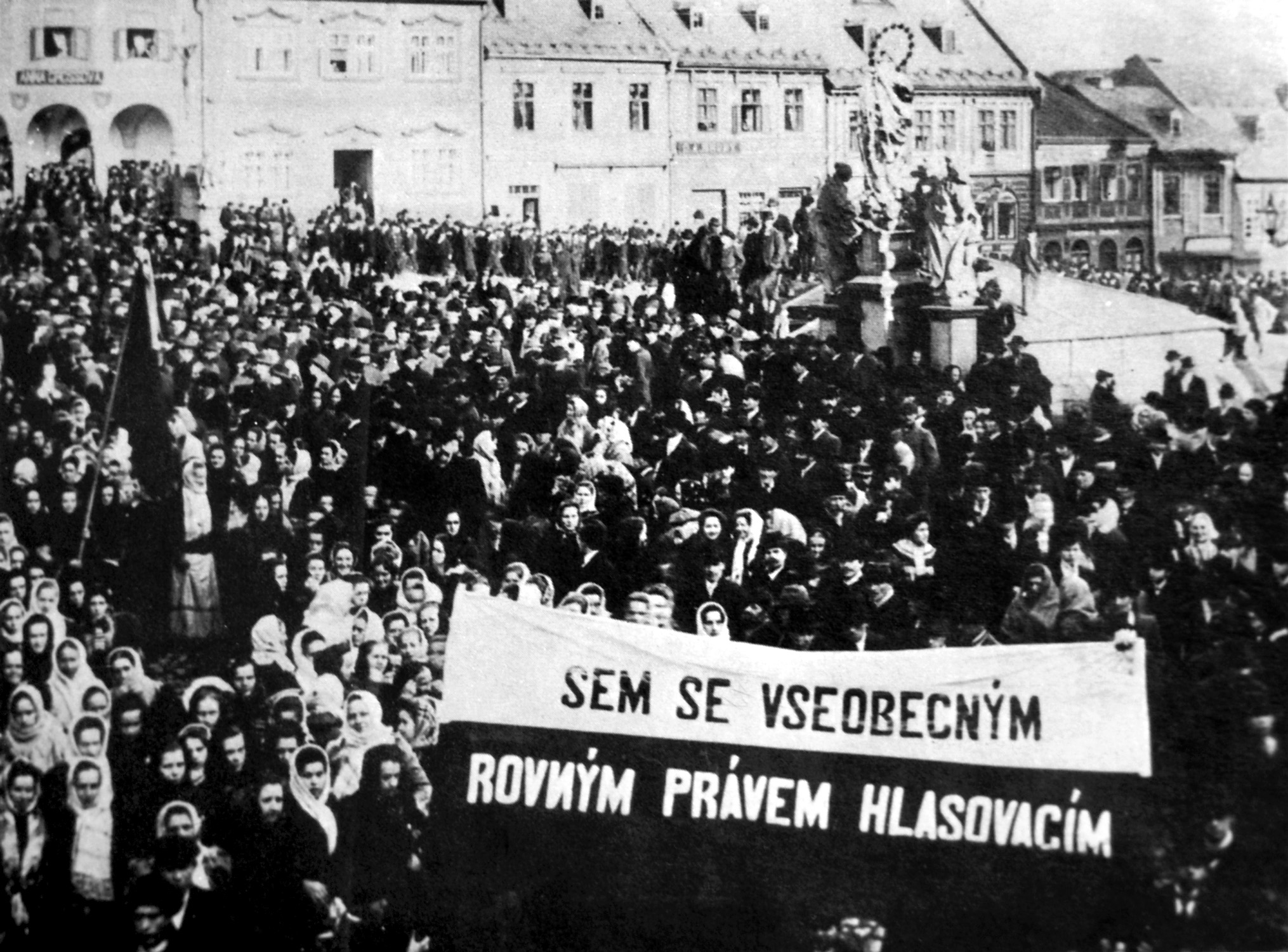
Demonstrace na jilemnickém náměstí za všeobecné hlasovací právo, (1907)
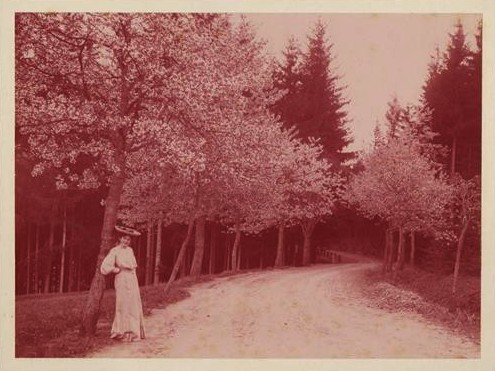
Cesta
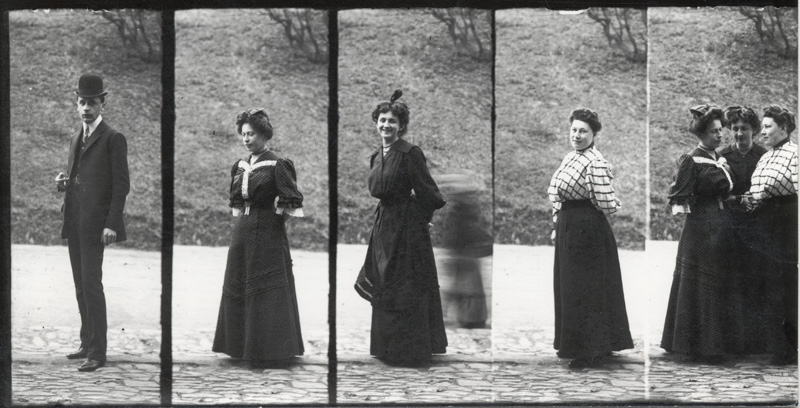
Typy z Jilemnice, (kolem 1908)